# Övre sjön, Västmanland
Övre sjön är en sjö i Sala kommun i Västmanland och ingår i Norrströms huvudavrinningsområde.